# Estación de Rubielos de Mora
Rubielos de Mora es un apeadero ferroviario situado en la localidad de Venta del Aire (municipio de Albentosa), en la provincia de Teruel, comunidad autónoma de Aragón. Fue construida para dar servicio al municipio de Rubielos de Mora y cuenta con servicios de Media Distancia operados por Renfe. 

## Situación ferroviaria
El apeadero está situado en el punto kilométrico 182,9 de la línea férrea de ancho ibérico que une Zaragoza con Sagunto por Teruel, a 936 metros sobre el nivel del mar, entre las estaciones de Mora de Rubielos y de Barracas. El kilometraje de la línea se corresponde con el histórico trazado entre Calatayud y Valencia, tomando a la primera como punto de partida. El tramo es de vía única y está sin electrificar. 

## Historia
La estación fue puesta en funcionamiento el 3 de noviembre de 1900 con la apertura del tramo de 44,376 km entre Barracas y Puerto Escandón de la línea que pretendía unir Calatayud con Valencia. Las obras corrieron a cargo de la Compañía del Ferrocarril Central de Aragón. En 1941, con la nacionalización de toda la red ferroviaria de ancho ibérico, las instalaciones pasaron a ser gestionadas por la recién creada RENFE. En 1958 la estación figuraba integrada en el servicio de Cercanías de Valencia. Desde 2005, tras la extinción de la antigua RENFE, el ente Adif es el titular de las instalaciones.

## La estación
La estación se halla situada a 17 km de Rubielos de Mora y apenas a 500 metros del centro de Venta del Aire. A la estación se accede por la Autovía Mudéjar, salida 73. El tramo final de acceso a la estación está sin asfaltar. El edificio de viajeros de la estación sigue el patrón habitual de la línea y es idéntica a la de Mora de Rubielos, Caminreal (Central de Aragón), Monreal del Campo, Calamocha-Vega, Báguena y Maluenda-Velilla. Consta de un tejado a cuatro aguas y seis vanos por costado. El edificio está destinado en parte a almacén y en parte como vivienda de uso particular. En su fachada a las vías no conserva el característico reloj del Central de Aragón, aunque sí el pozo habitual en las estaciones de la línea. Los usuarios disponen de un refugio de hormigón donde aguardar la llegada del tren. Dispone de cuatro plazas de aparcamiento, siendo una de ellas para usuarios con movilidad reducida.

## Servicios ferroviarios

### Media distancia[6]
En la estación se detiene un MD de la serie 599 de Renfe que une Zaragoza con Valencia. En sentido contrario prolonga el viaje hasta Huesca.
Los principales destinos que se pueden alcanzar de forma directa son Huesca, Zaragoza, Teruel, Sagunto y Valencia.
| Línea | Trenes | Origen/Destino           |  | Destino/Origen |
| ----- | ------ | ------------------------ |  | -------------- |
| 49    | MD     | Zaragoza-Delicias Huesca |  | Valencia-Norte |